# Tirraturhinus
Tirraturhinus is een geslacht van uitgestorven temnospondyle Batrachomorpha, (basale 'amfibieën') binnen de familie Trematosauridae